# Pistolero

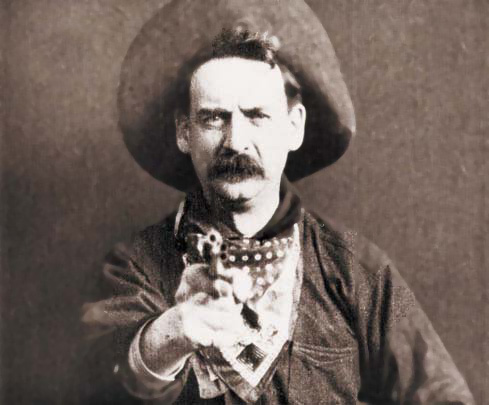
Un pistolero dal film La grande rapina al treno del 1903

Il pistolero (gunfighter o gunslinger in inglese), nel gergo del Far West, è un individuo particolarmente abile nell'uso della pistola, spesso un fuorilegge che opera in solitario o parte di una banda criminale.

## Accezione e utilizzo del termine
Il termine ha spesso connotazioni negative più specifiche; per esempio, alcuni usi implicano l'idea che il pistolero sia un sicario di professione. Nell'inglese moderno, alla figura del pistolero ci si riferisce più comunemente con la locuzione gunslinger, che però non implica necessariamente l'idea di criminale (anche tutori della legge come Pat Garrett e Wyatt Earp vengono definiti gunslinger). Un tipo particolare di pistolero "legalizzato" era il cacciatore di taglie, che dava la caccia (e spesso uccideva) i criminali ricercati per incassare la ricompensa.

## Nella letteratura
Il pistolero è uno dei personaggi tipo della cinematografia e della narrativa di genere western, l'antagonista per eccellenza dello sceriffo o dell'eroe della storia. Il duello dell'eroe con il pistolero è uno dei topoi più ricorrenti del genere.
L'elemento più caratterizzante del pistolero nella finzione è il cinturone con la fondina della pistola legata alla coscia. Questo tipo di fondina era effettivamente in uso nel West, e aveva lo scopo di consentire una più rapida estrazione dell'arma.